# 科扎爾米什萊尼體育協會
科扎爾米什萊尼體育協會(Kozármisleny SE)是一支位於匈牙利科扎爾米什萊尼的職業足球會，目前於匈牙利足球乙級聯賽角逐。

## 外部連結
- Official site （页面存档备份，存于）